# Erich Egg
Erich Egg (* 1. Mai 1920 in Hall in Tirol; † 22. April 2008) war ein Tiroler Kunsthistoriker, Volkskundler und Museumsdirektor.

## Leben
Nach seiner Promotion 1947 arbeitete er von 1948 bis 1949 als Referent für die Heimatmuseen Tirols. Bis 1955 bekleidete er verschiedene Ämter in der Tiroler Landesregierung. 1956 wurde er Direktor des Tiroler Landesmuseums Ferdinandeum in Innsbruck, ein Amt, das er bis zu seiner Pensionierung 1985 bekleidete. Von 1963 bis 1985 war er außerdem Direktor des Kaiserschützenmuseums. 
Ab 1960 war er Kulturbeirat des Landes Tirol, ebenfalls ab 1960 Mitglied im Österreichischen Nationalkomitee ICOM. Ab 1973 unterrichtete er als Lehrbeauftragter am Institut für Kunstgeschichte der Universität Innsbruck.
Egg konnte das Ferdinandeum räumlich wie personell erweitern und zu einer über Tirol hinaus renommierten Institution ausbauen. Mit repräsentativen Sonderausstellungen wie 1962 zu Paul Troger, 1969 zu Maximilian I. oder 1976 zu Albin Egger-Lienz stärkte er die Außenwirkung des Museums. Er verfasste zahlreiche Bücher und Aufsätze zur Kunst- und Kulturgeschichte Tirols.
Egg ist Vater des Prähistorikers Markus Egg.

## Auszeichnungen
- Österreichisches Ehrenzeichen für Wissenschaft und Kunst I. Klasse, 1975
- Ehrenzeichen für Kunst und Kultur der Landeshauptstadt Innsbruck, 1976
- Franz-von-Wieser-Medaille des Ferdinandeums, 1980
- Ehrenring der Stadt Schwaz, 1980
- Ehrenmitglied des Ferdinandeums, 1985
- Ehrenzeichen des Landes Tirol, 1982
- Honorarprofessor der Universität Innsbruck

## Publikationen (Auswahl)
- Von Augsburg nach Verona. Ein Kunstführer auf den Alpenstrassen. Tyrolia, Innsbruck u. a. 1962.
- mit Wolfgang Pfaundler: Kaiser Maximilian I. und Tirol. Tyrolia, Innsbruck u. a. 1969 (Zuletzt: Überarbeitete Neuauflage. Haymon, Innsbruck 1992, ISBN 3-85218-109-7).
- Kunst in Tirol. 2 Bände (Band 1: Baukunst und Plastik. Band 2: Malerei und Kunsthandwerk). Tyrolia, Innsbruck u. a. 1970–1972.
- Die Münzen Kaiser Maximilians I. Colins & Werkner, Innsbruck 1971.
- Die Hofkirche in Innsbruck. Das Grabdenkmal Kaiser Maximilians I. und die Silberne Kapelle. Tyrolia, Innsbruck 1974, ISBN 3-7022-1166-7.
- mit Wolfgang Pfaundler: Das große Tiroler Schützenbuch. Molden, Wien u. a. 1976, ISBN 3-217-00722-0.
- mit Wolfgang Pfaundler: Das große Tiroler Blasmusikbuch. Mit Ehrentafeln der Tiroler Blasmusikkapellen. Molden, Wien u. a. 1979, ISBN 3-217-00921-5.
- mit Maria Dawid: Der österreichische Museumsführer in Farbe. Museen und Sammlungen in Österreich. Pinguin-Verlag u. a., Innsbruck 1985, ISBN 3-7016-2196-9 (Mehrere Auflagen).
- mit Herlinde Menardi: Das Tiroler Krippenbuch. Die Krippe von den Anfängen bis zur Gegenwart. Tyrolia u. a., Innsbruck u. a. 1985, ISBN 3-7022-1567-0 (Zuletzt: 2., erweiterte Auflage, Sonderausgabe. ebenda 2004, ISBN 3-7022-2604-4).
- Schloss Friedberg und die Fieger in Tirol. Tyrolia Verlag, Innsbruck-Wien, Verlagsanstalt Athesia, Bozen 1987, ISBN 3-7022-1625-1.
- Kunst im Südtiroler Unterland. Aufnahmen von Oswald Kofler. Athesia, Bozen 1988, ISBN 88-7014-474-7 (Zuletzt: 2., überarbeitete und aktualisierte Auflage. ebenda 1991).